# Villa Casana
Villa Casana, già Villa Carpenetto, è una storica residenza della città piemontese di Ivrea in Italia.

## Storia
La villa venne eretta nei primi anni del XX secolo quale residenza di villeggiatura daI marchese Edoardo Coardi di Carpenetto, tenente generale di cavalleria dell'esercito italiano. Questi soleva passarvi il periodo tra i primi di luglio ai Santi insieme alla moglie Maria Sofia, nobile della famiglia Ruffo di Calabria, e ai figli, per poi rientrare a Roma dove la famiglia risiedeva per il resto dell'anno.
La villa passò nel 1927 al cavalier Vittorio Casana, del quale porta ancora il nome. Dopo essere stata sequestrata dai tedeschi durante l'occupazione nazifascista del Norditalia, diventando così sede di uno dei loro comandi così come era successo per la Villa Ravera sul corso Costantino Nigra, la proprietà venne acquistata nel 1952 dalla Olivetti, che la ristrutturò realizzando una sopraelevazione ed adibendola ad uffici, quindi a una scuola dell'infanzia.
Dal 1987 la villa è sede dell'Archivio Storico della Fondazione Adriano Olivetti.

## Descrizione
La villa sorge su di un'altura, godendo così del panorama sulla città di Ivrea e le montagne della Valle d'Aosta.